# Мофлешти (Долж)
Мофлешти (рум. Moflești) насеље је у Румунији у округу Долж у општини Талпаш. Oпштина се налази на надморској висини од 211 m.

## Становништво
Према подацима из 2002. године у насељу је живело 297 становника, од којих су сви румунске националности.